# 이원익
이원익(李元翼, 1547년 12월 15일(음력 10월 24일, 율리우스력 12월 5일)~1634년 2월 26일)은 조선의 문신이다. 본관은 전주(全州), 자는 공려(功勵), 호는 오리(梧里)이다. 태종의 서자였던 익녕군(益寧君) 치(袳)의 4세손이며, 영의정을 지낸 정창손의 외후손이다.
1569년(선조 2년) 문과에 급제하여 대사헌과 호조·예조·이조 판서, 의정부 좌의정 등을 지내고 관직이 의정부 영의정에 이르렀다. 임진왜란 때 의주로 몽양가는 선조를 호종하여 충근정량효절협책호성공신 2등(忠勤貞亮効節協策扈聖功臣二等)에 녹훈되고, 완평부원군(完平府院君)에 봉작되었다. 또한 임진왜란 때의 공로로 선무원종공신 2등(宣武原從功臣二等)에 녹훈되기도 하였다. 그는 근검절약, 청렴하여 청백리(淸白吏)에 녹선되었다. 시호는 문충(文忠)이다.
당색으로는 동인(東人)이었으나 정여립의 옥사를 계기로 동인이 남인과 북인으로 분당될 때 그는 남인이 되었다. 광해군 때 인목대비 폐모론에 반대하였고, 인조 반정 이후에도 서인 정권에 의해 영의정에 임명되어 서인, 남인 연립정권을 구성하였으며 광해군을 죽여야 한다는 공신들의 여론에 반대하여 만류하였다. 학문적으로는 이황의 학맥을 계승하여 남인에 학통을 전달하는 역할을 하였다. 키가 작아 키작은 재상, 키작은 정승이라는 별명도 얻었다.

## 생애

#### 출생과 가계
이원익은 조선의 왕족으로 1547년 12월 15일(음력 10월 24일) 함천도정(咸川都正) 이억재(李億載)와 사헌부감찰(監察) 정치(鄭錙)의 딸인 부인 정씨(鄭氏)의 아들로 태어났다. 태종 이방원의 왕자이자 세종대왕의 서제인 익녕군(益寧君) 이치(李袳)의 4세손이다.
증조부는 수천군(秀泉君) 이정은(李貞恩)이고, 할아버지는 청기군(靑杞君) 이표(李彪)이다. 숙부는 이억순(李億舜)과 이억수(李億壽)인데, 숙부 이억수는 광해군 때 고령의 나이에 인목대비 폐모론에 반대하여, 폐모론이 나오자 폐모에 반대하는 지사들을 이끌고 항소(抗訴)하여 불이익을 당하기도 했다. 아버지 이억재는 부인 우씨(禹氏)와 혼인하였으나 자식이 없었고, 뒤에 감찰(監察) 정치(鄭錙)의 딸과 혼인하여 2남 1녀를 낳았는데, 그 중 둘째 아들이 이원익이다. 왕족으로서의 예우는 아버지의 대에서 끝났으나, 그는 학문을 부지런히 연마하였다. 그는 키가 작았는데, 이 때문에 '키 작은 재상'으로 불렸다.
외가쪽으로는 세조의 측근이자 계유정난, 세조 반정을 도왔고, 세조, 예종, 성종때에 각각 영의정을 지냈던 정창손과 김질의 후손이기도 했다.

#### 소년기와 청년기
1564년(명종 19년) 생원시(生員試)에 응시하여 합격, 생원이 되었으며 그 뒤 일찍이 음보(蔭補)로 관직에 출사하여 승의랑에 올랐다. 그 뒤 다시 진사시에 합격하였다.

#### 관료 생활

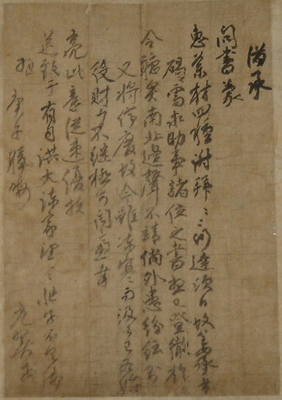
이원익 친필 간찰

1569년(선조 2년) 문과에 급제하여 승문원정자가 되었다. 이후 승문원에 있었으나, 원래 인품이 곧았으며 굳이 불필요하게 사람 사귀고 어울리기를 싫어하여 공적인 일이 아니면 나오지 않았으므로 그를 아는 이가 없었으나, 서애 유성룡과 한강 정구, 율곡 이이만은 그의 인품을 알아보고, 슬기로움을 알고 존경하였다. 1573년(선조 6년) 성균관 전적(典籍)으로 성절사 질정관(聖節質正官)의 서장관이 되어 하사(賀使) 권덕여를 따라 명나라에 북경에 갔다가 그의 글재주를 시험해본 명나라 관리들 앞에서 유창한 서예 솜씨와 글재주, 시 솜씨를 드러내 이름을 떨치고 되돌아왔다.
이듬해 예조랑(禮曹郞)에서 뽑혀 황해 도사가 되어 크게 인망을 얻었다. 특히 율곡 이이가 황해도 감사로 있을 때였는데, 율곡 이이의 밑에서 일을 잘 처리하여, 이이가 천거하여 1576년 정언이 되어 중앙관으로 올라왔다. 이후 삼사의 요직을 거쳐 군기시 판관, 사간원사간, 교리 등을 역임하였다. 1578년 홍문관에 들어갔으며, 1583년 우부승지가 되었다. 그러나 왕자사부 하낙이 승정원이 왕의 총명을 흐리게 한다고 상소함으로써 그 책임을 지고 파면되었다.  1587년(선조 20년) 안주목사로 부임하였다. 안주목사로 재임하면서 약곡 1만 여석으로 기민을 구호하였다.  처음에는 당색으로는 동인이었으나, 1590년 정철의 건저의 문제를 계기로 동인이 남인과 북인으로 분당되자, 그는 유성룡과 우성전을 따라 남인이 되었다. 

### 정치 활동

#### 임진왜란 전후

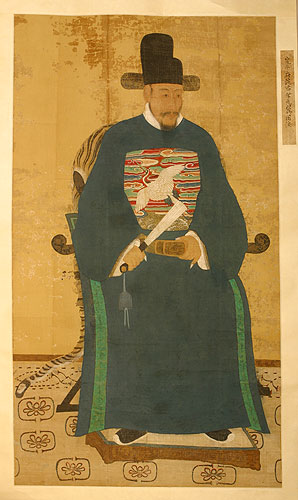
이원익 초상화. 40대 무렵의 작품으로 18세기에 모사본이다.

그 후 대사헌이 되었다가 사임하였고(1591년 음력 6월 23일), 1592년(선조 25) 임진왜란이 일어나자 이조판서로 평안도 도순찰사를 겸임하여 왕이 피란하는 길에 앞장섰으며 흩어진 군사를 모아 적과 싸웠다. 이듬해 평양 탈환 작전에 공을 세워 영의정이 되었으나, 일본과 화의를 주장한 죄로 물러난 유성룡을 변호하다가 벼슬에서 물러났다.
1592년(선조 25) 우의정(右議政)이 되고 임진왜란이 터지자 임금의 어가를 호종하였다. 이어 평안도 도순찰사, 사도 도체찰사(都體察使)를 겸하여 함경남도와 평안남도까지 올라온 왜군과 맞서 싸워 많은 공을 세웠다. 이후 좌상(左相)이 되어 누차 소문을 올려 국사를 논했으나 서인의 배척을 당했다. 선조를 간언하였다가 밉보여 한때 대신을 그만두고 시골에 가 있었으나 1600년 다시 소환되어 이항복의 뒤를 이어 좌의정이 되었고 다시 영의정을 거쳐서 1604년 비로소 충근정량효절협책호성공신 2등(忠勤貞亮効節協策扈聖功臣二等)에 책록되고 완평 부원군(完平府院君)에 피봉되었다.

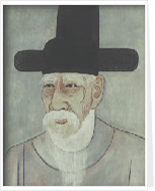
손녀사위이자 문인인 미수 허목
(그는 후일 남인의 당수가 된다.)

한편 그의 문하에 미수 허목이 찾아왔다. 이후 허목은 그의 문하생이 되었는데, 관상을 볼줄 알았던 이원익은 그의 재능의 비범함을 알아봤고, 허목에게 자신의 손녀를 주어 손녀사위로 삼았다.
그는 임진왜란 당시 장수들 중 이순신의 활약을 높이 평가했는데, 이순신의 벗인 서애 유성룡마저 비판할때에도 그는 “경상도의 많은 장수들 중에서 이순신이 가장 뛰어나다”라며 유일하게 이순신을 지지하였다.후일 그의 서녀를 통해 이순신과도 사돈간이 된다.
1604년(선조 34) 임진왜란 관련 신하들을 포상할 때 그는 선무원종공신 1등(宣武原從功臣一等)에 녹훈되었다.

#### 광해군 시절
유영경 등 소북계열에서 영창대군을 옹립하려 하자 광해군이 임진왜란 때 전란을 극복하는데 기여한 공로를 들어 반대하였다.
그리하여 광해군이 즉위하자 남인에 속했음에도 영의정에 발탁되었다. 영의정 취임 초기 1608년 대동법을 건의하여 전국적으로 실행하도록 하였으며 불합리한 세금제도를 고치게 하고 군사제도를 개혁하게 하였다. 개혁 성향이던 북인은 그의 견해를 적극 지지하였으며, 일부 남인은 북인 정권에서 수상을 지내는 그를 부정적으로 바라봤다.
그러나 그는 임해군의 처형 당시 관용을 베풀 것을 주장했다가 북인들의 눈밖에 났으며, 영창대군을 모함하여 사형하는 것에도 반대하였다. 1615년에는 이이첨 등에 의해 인목대비에 대한 폐모론이 나타나자, 폐모론을 극력 반대하다가 기자헌, 정구 등의 변호와 탄원에도 불구하고 강원도 홍천에 유배되었으며, 1619년 풀려나왔다.

### 생애 후반

#### 인조 반정
1623년(광해군 15년) 초 외가쪽 선조 정창손의 묘를 이장할 때, 이원익은 그의 신도비를 재건하고 서거정의 글씨체에 한백겸이 덧붙여 쓰고, 심열의 글씨로 복원시켰다.
1623년 봄 선조의 서손 능양군과 서인의 주도로 인조반정이 일어나자, 남인이었으나 숭용산림의 정책에 따라 특별히 의정부영의정으로 등용되었으며, 서인-남인 연합정권을 구성하였다. 이후 인조 반정이 백성들과 사대부의 지지를 받지 못했으므로 영의정으로 재직하면서 민심 수습에 큰공을 세웠다. 그러나 연합 정권은 1년만에 사실상 붕괴된다.
1624년(인조 1년) 논공행상에 불만을 품은 공신 이괄의 난 때에 공주로 피란하는 왕을 모셨다. 이때 그는 한성부 감옥에 갇인 49인의 정치범을 함부로 처형하는 것을 반대하고 만류했으나, 서인 조정은 그의 건의를 무시하였다. 또한 인목대비(仁穆大妃)는 한사코 광해군을 죽이고자 하였고 모든 공신은 이에 찬성하였으나, 이원익은 대비에게 간청하여 이를 무사하게 하였다. 그밖에 광해군의 암살을 미리 예상하고 사람을 보내 광해군을 비밀리에 보호하게 하였다. 대동법(大同法)을 시행하여 공부(貢賦)를 단일화하였다.

#### 대동법 지원

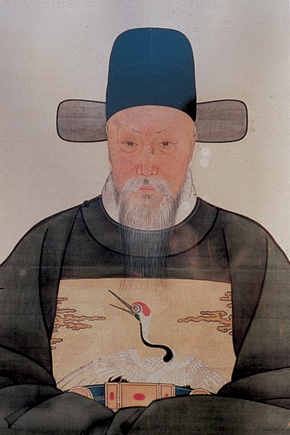
잠곡 김육

1624년(인조 2년) 이괄의 난 당시 한성부 감옥에 수감된 정치범 49명에 대한 처형을 극력 반대하였으나 받아들여지지 않았다. 만년에 완평부원군(完平府院君)에 봉작되었다. 잠곡 김육의 대동법에 적극 찬성하여 전국에 확대하려 하였으나, 서인들의 반대에 부딪치기도 했다.
1631년(인조 9년) 1월 10일 인조가 승지 강홍중을 보내어 이원익을 문안한 뒤 "그가 사는 집이 어떠한가"라고 물었다. 강홍중은 "두 칸 초가가 겨우 무릎을 들일 수 있는데 낮고 좁아서 모양을 이루지 못하며 무너지고 허술하여 비바람을 가리지 못합니다"라고 아뢰었다. 이 말을 들은 임금은 "재상이 된 지 40년인데 두어 칸 초가는 비바람을 가리지 못하니, 청렴하고 결백하며 가난에 만족하는 것은 고금에 없는 것이다. 내가 평생에 존경하고 사모하는 것은 그 공로와 덕행뿐이 아니다. 이공(李公)의 청렴하고 간결함은 모든 관료가 스승삼아 본받을 바이다"라고 했다. 그리고 5칸짜리 집 한 채를 이원익에게 하사했다. 하지만 이원익은 "신을 위해 집을 지으니, 이것도 백성의 원망을 받는 한 가지"라며 수차례에 걸쳐 받기를 사양했다고 한다.
남인에서는 김육이 서인이라는 이유로 대동법에 무관심하거나 반대하였으나, 그는 당색을 초월하여 적극적으로 김육의 대동법을 지지하였다.

#### 죽음

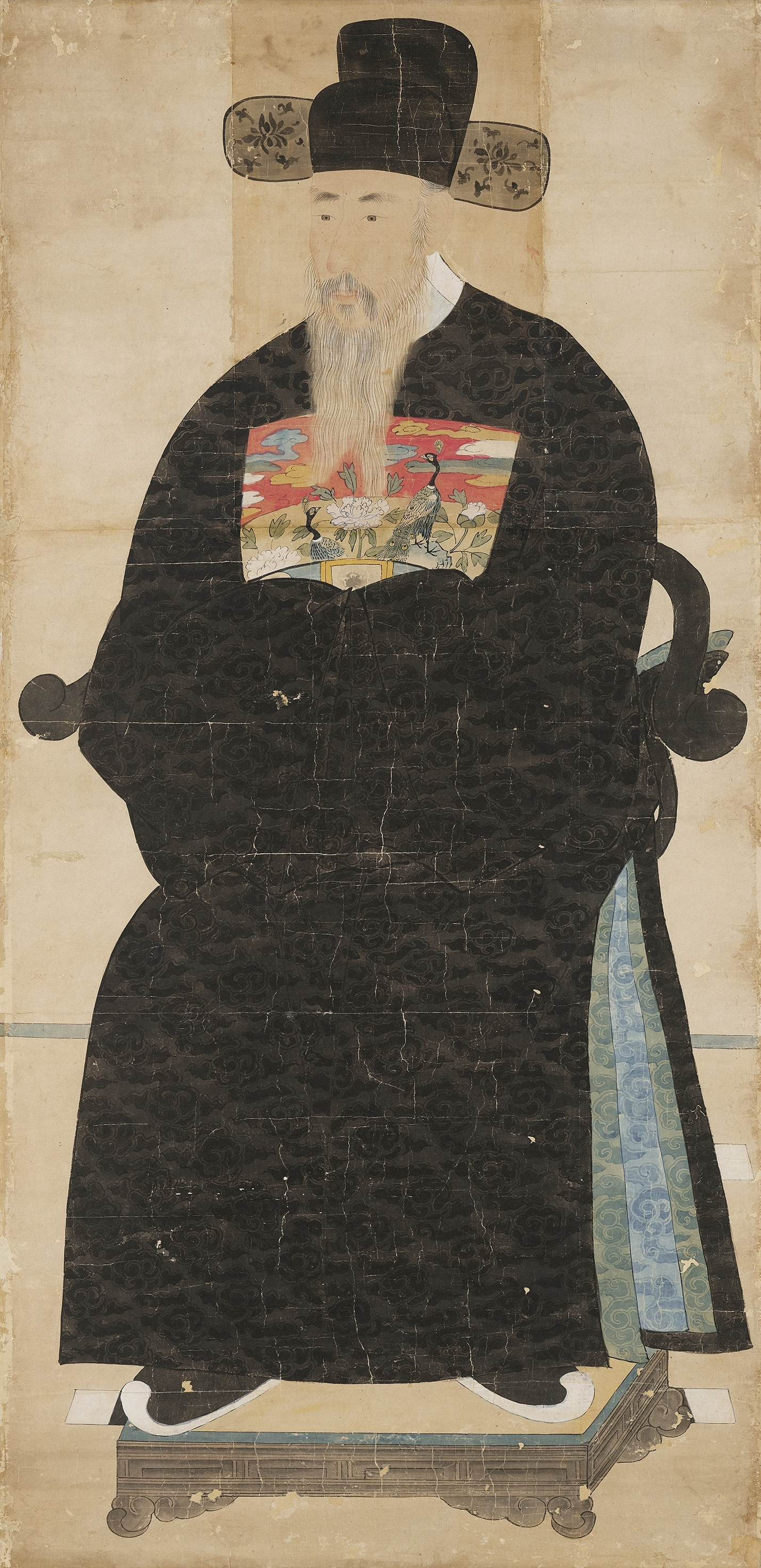
이원익 영정. 국립중앙박물관.

이후 치사(致仕)하여 관감당(觀感堂)으로 은퇴하여 학문 연구와 후학 양성 등으로 여생을 보내니 그의 문하에서는 허목, 윤휴 등이 배출되었다. 특히 그의 애제자 중의 한사람인 미수 허목은 그의 손녀사위이기도 하다. 이원익이 40여년간 정승을 지내는 동안 초가집 생활을 영위하자 그의 검소함에 감동한 인조는 친히 관감정을 지어 집과 토지를 하사해 주었다. 조선 국왕이 신하에게 직접 집을 지어준 사례는 방촌 황희의 영당과 이원익의 관감정, 그의 제자이자 손녀사위인 허목의 은거당이 있다.
그가 만년에 거처하던 관감당 근처에는 그를 모신 사당과 영정이 봉안되어 있다. 그의 영정이 봉안되었던 곳은 후일 영당이 있는 마을이라 하여 '영당말'이라는 자연부락 지명의 유래가 되었다. 1634년 2월 26일(음력 1월 29일)에 사망하니 당시 그의 나이 향년 88세였다. 사후 인조의 묘정에 함께 모셨다.

### 사후
그는 청백리(淸白吏)에 뽑혔으며 남인에 속해 있었으나, 성품이 원만하여 반대파로부터도 호감을 받았다. '오리 정승'이란 이름으로 많은 일화가 전해지고 있으며, 저서로 《오리집》 등이 있다.
공신들의 부패와 전횡이 계속되면서 1658년(효종 9년) 청백리이자 사심없었던 그의 뜻을 기리고자 경기도 시흥군 소하리(현재의 경기 광명시 소하2동)에 지역 유림들의 공의로 그를 배향하는 삼현사를 세웠다. 그 뒤 삼현사는 충현사(忠賢祠)로 이름이 바뀌었다가 1676년(숙종 2년)에 숙종이 직접 충현서원(忠賢書院)이라 친필 사액을 내렸다.

### 현대
그의 영정은 1970년대 도난의 위기를 맞기도 했다. 이원익의 영정은 시흥군 영당말 사당에 오랫동안 모셔 왔으나 1970년대 말에 일시 도난을 당하였으나 도적들이 영정을 영당 밖에 버리고 도주하였고, 그의 13대 종손 이승규 등에 의해 수습되었다.
그의 13대손인 연세대학교 의과대학 교수 이승규는 자신의 사재를 희사하여 이원익의 기념관인 충현박물관을 건립하였다.

## 평가
청렴하였으며 사심이 없었다는 평가가 있다. 그는 선조 때 청백리에 뽑혔으며 문장이 뛰어나고 성품이 원만하여 정적에게도 존경을 받기도 했다.

## 가족

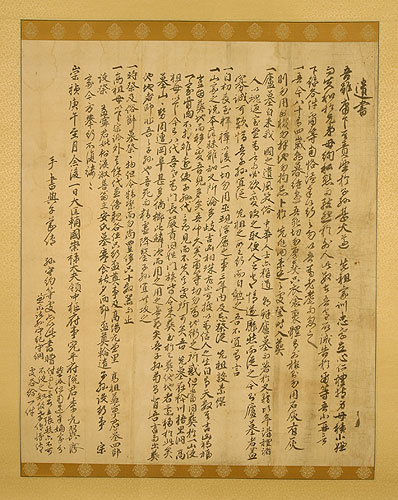
자손에게 남긴 유언 (1630년작)

- 증조부 : 수천군(秀泉君) 이정은(李貞恩) - 태종의 12남 익녕군의 차남
- 조부 : 청기군 이표(靑杞君 李彪)
  - 아버지 : 함천군(咸川君) 이억재(李億載, 1503년 ∼ 1585년 8월 13일)
  - 어머니(생모) : 동래 정씨(東萊鄭氏), 감찰(監察) 정치(鄭錙)의 딸, 정창손의 후손
    - 누나 : 이경숙(李敬淑, 1537 ~ ?)
    - 형 : 이원보(李元輔, 1530 ~ ?)
    - 부인 : 연일 정씨 - 정추(鄭樞)의 딸[5]
      - 장남 : 이의전(李儀傳, 1568 ~ 1647)
      - 며느리 : 순흥 안씨 - 장사랑(將仕郞) 안굉(安宏)의 딸
        - 손녀 : 전주 이씨(全州 李氏, 1597년 12월 5일 ~ 1653년 2월) - 양천 허씨 허목(許穆)의 처
        - 손자 : 이수약(李守約, 1530? ~ ?)

      - 장녀 : 이경선(李敬善, 1574 ~ ?)
      - 사위 : 한산 이씨 군수(郡守) 이정혁(李廷赫)

    - 측실 : 모로개(模老介) - 양민 출신
      - 서장녀 : 이기선(李箕善, 1594 ~ ?)
      - 서차녀 : 이의선(李儀善, 1598 ~ ?)
      - 서3녀 : 이인선(李仁善, 1602 ~ ?)
      - 서장남 : 이효전(李孝傳, 1604 ~ ?)
      - 며느리 : 한양 조씨 - 교관(敎官) 조원량(趙元良)의 딸 
        - 손자 : 이수겸(李守謙, 1621 ~ ?)
        - 손녀 : 전주 이씨(1625 ~ ?) - 김연(金沇)의 처

      - 며느리 : 청주 한씨 - 통정(通政) 한황(韓滉)의 딸
        - 손자 : 이수림(李守臨, 1639 ~ ?)
        - 손자 : 이수이(李守頤, 1657 ~ ?)
        - 손녀 : 전주 이씨(1641 ~ ?) - 권경(權璟)의 처
        - 손녀 : 전주 이씨(1643 ~ ?) - 백광석(白光錫)의 처
        - 손녀 : 전주 이씨(1646 ~ ?) - 원상훈(元尙勲)의 처
        - 손녀 : 정환(鄭環)의 처

      - 서4녀 : 이말선(李唜善, 1608 ~ ?)
      - 서차남 : 이제전(李悌傳, 1611 ~ ?)
      - 며느리 : 선산 김씨 - 첨지(僉知) 김응남(金應男)의 딸
        - 손자 : 이수명(李守命, 1627 ~ ?)
        - 손자 : 이수태(李守泰, 1630 ~ ?)
        - 손자 : 이수항(李守恒, 1633 ~ ?)
        - 손녀 : 전주 이씨(1648 ~ ?) - 윤추(尹抽)의 처
        - 손자 : 이수경(李守經, 1653 ~ ?)

첩에게서 얻은 서녀 중 1명을 통해 윤휴, 충무공 이순신 등과도 사돈관계를 형성하게 된다.
윤휴, 허목, 이순신 등의 인척으로, 윤휴의 서모이자 윤효전의 첩은 충무공 이순신의 서녀였고, 서외손 윤영은 이원익의 서녀와 결혼하여 그의 사돈간이었다. 허목은 그의 손녀사위로, 정실 손녀딸의 남편이었다.

## 관련 작품

### 드라마
- 《남한산성》 (MBC, 1986년~1987년, 배우:임문수)
- 《서궁》 (KBS2, 1995년, 배우:신구)
- 《왕의 여자》 (SBS, 2003년~2004년, 배우:강인덕)
- 《불멸의 이순신》 (KBS1, 2004년~2005년, 배우:윤덕용)
- 《징비록》 (KBS1, 2015년, 배우:김정학)
- 《화정》 (MBC, 2015년, 배우:김창완)

## 기타

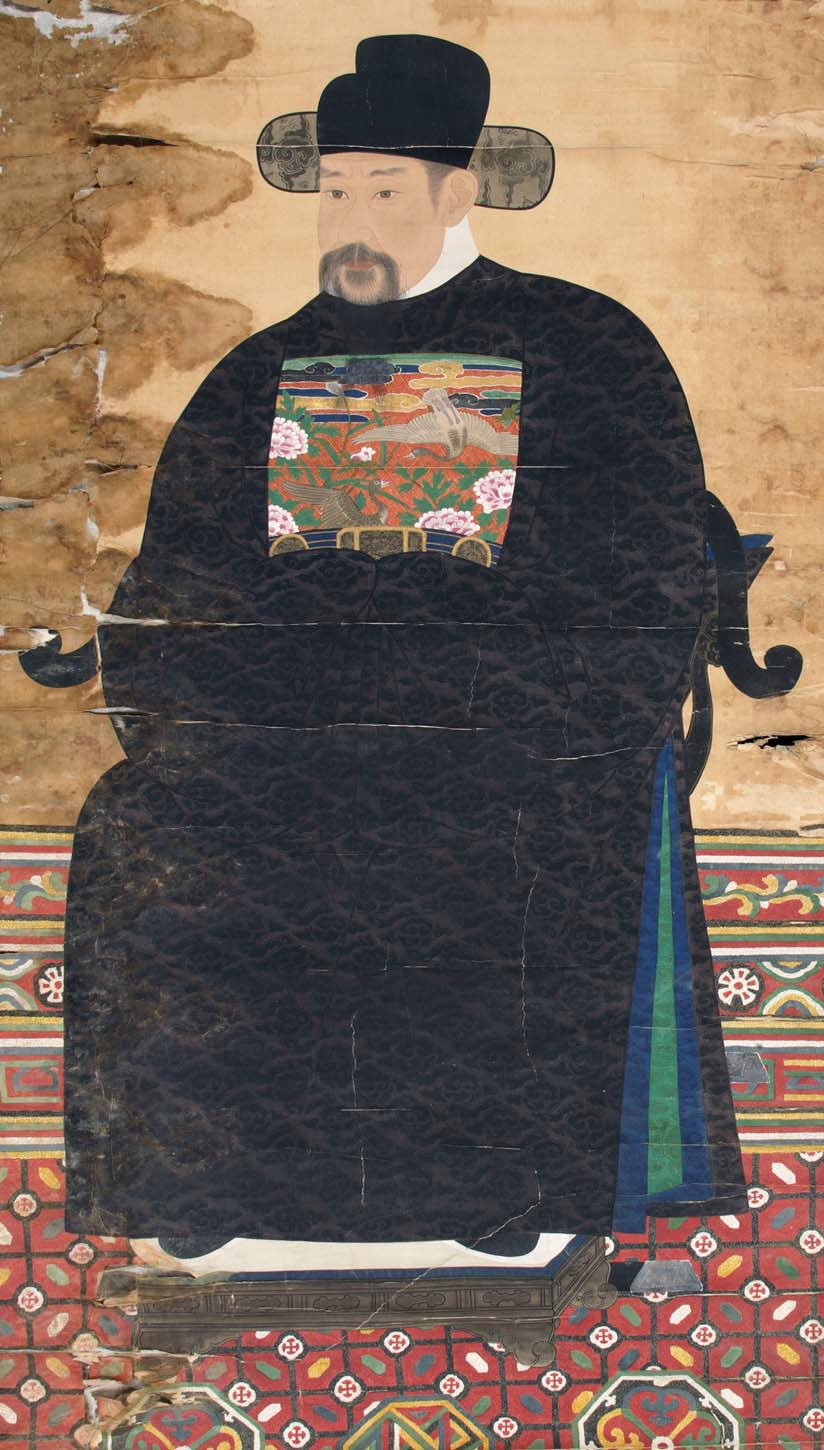
백호 윤휴
그의 서형이 이원익의 사위이다. 서형수가 이원익의 딸인 관계로 북인(北人)가문 출신임에도 그의 문하에 출입하여 수학할 수 있었다.

### 학자
청백리이자 문신이며 학자이기도 했다. 학문적으로는 이황의 학맥을 계승하였으며 허목, 윤휴 등을 문하생으로 배출하였다.
재물욕심이 없던 그는 스스로 짚신을 꼬아서 신고 지붕으로 쓸 만큼 청렴하였다.

### 이순신, 윤휴와의 관계
이순신의 서녀 중 한명은 광해군 때의 문신 윤효전의 첩이 되고, 사이에서 윤영(尹鍈) 태어난다. 윤효전은 작호를 받았는데 윤효전의 봉군호는 대원군(帶原君)이다. 이순신의 서외손 윤영은 다시 이원익의 첩이 낳은 서녀와 결혼하여 사돈관계를 형성한다.

### 체격
이원익은 키가 3척 3촌이며 이는 현재도 물론이거니와 당대 기준으로도 매우 작은 체격이었다. 그래서 붙은 이원익의 별명이 '키 작은 재상'이었다. 현재 기준으로 130~150cm가량 될 정도로 매우 작았다. 대략 137cm 정도로 추측되고 있다.

### 초상화
그의 생전에 그려진 초상화로는 1580년에 그린 정복 차림의 영정을 보고 베낀 모사본 18세기 작품과, 1590년경 그려졌으나 임진왜란 때 일본군에 의해 약탈당한 초상화와 1604년 호성공신들의 공신 초상화를 그릴 때 그려진 영정 등이 현재 전한다. 1604년에 그려진 공신 초상화는 2005년 7월 5일 문화관광부로부터 국가문화재로 선정, 보물 제1435호로 지정되었다.

### 도로명
출신지의 현재 행정 구역인 광명시의 중심 도로에 이원익의 호를 따서 오리로라는 이름이 붙었다.

## 관련 문화재
- 이원익 초상 (보물 제1435호)
- 이원익 선생 영정 (경기도 유형문화재 제80호)
- 오리 이원익 영우 (경기도 유형문화재 제161호)
- 광명 이원익 초상화 (경기도 유형문화재 제224호)
- 이원익 인조 묘정 배향 교서 (경기도 유형문화재 제229호)
- 이원익 유서 (경기도 유형문화재 제230호)
- 이원익 도망시 (경기도 유형문화재 제231호)
- 이원익 계자손서 (경기도 유형문화재 제232호)
- 광명 이원익 친필유묵 (경기도 유형문화재 제235호)
- 이원익 선생 묘 및 신도비 (경기도 기념물 제85호)
- 오리 이원익 종택 및 관감당 (경기도 문화재자료 제90호)
- 광명 이원익 유묵목판 인출본 (경기도 문화재자료 제154호)

## 같이 보기
| - 호성공신 - 선무공신 - 동인 - 남인 - 정여립의 옥사 - 임진왜란 - 인조 반정 - 이황 - 이이 - 이순신 - 유성룡 - 권율 - 이항복 - 이덕형 - 윤휴 - 정창손 - 정인지 | - 대동법 - 충현박물관 - 북인 - 원균 - 신숙주 - 이준경 - 김태일 - 권대재 - 권대운 - 목창명 - 이옥 - 이잠 - 윤선도 - 이서우 - 김성동 - 허적 | - 대공수미법 - 서경덕 - 이발 - 정여립 - 박승임 - 김효원 - 우성전 |

## 참고 문헌
- 춘추관 관원들 (1616). 《선조실록》.
- 광해군 일기
- 인조실록
- 국조보감
- 국조인물지
- 국조방목
- 이 문서에는 다음커뮤니케이션(현 카카오)에서 GFDL 또는 CC-SA 라이선스로 배포한 글로벌 세계대백과사전의 내용을 기초로 작성된 글이 포함되어 있습니다.